# دي جيه آي أوزمو
دي جيه آي أوزمو (بالإنجليزية: DJI OSMO)‏ كانت كاميرا فيديو تم تصنيعها بواسطة دي جيه آي. قادرة على تصوير 4K UHD، بعدسة 12-16 ميجابيكسل مع قدرة استوعاب بطاقة ذاكرة أقصاها 64 جيجابايت.
على عكس معظم كاميرات الفيديو، فهي ذات تصميم معياري، حيث أن الكاميرا متصلة ومثبتة على قاعدة محورانية على عمود يتم فيه التحكم في اعدادات الكاميرا وتغيير زاوية الرؤية، كما يمكن شحنها باستخدام كابل الشحن.

## نظرة عامة
يأتي في صندوق الدي جيه آيه أوزمو الكاميرا، المقبض، حامل الكاميرا، الشاحن والحافظة. يتم التحكم في واجهة الكاميرا من خلال تطبيق هاتف ذكي يسمى "دي جيه آيه قو"، والذي يستخدم في بعض طائرات دي جي آيه فانتوم التي تطير بدون طيار.

## مواصفات

### آلة تصوير
تستخدم الكاميرا حساس 12.4 ميجابيكسل من سوني 1/2.3 بزاوية رؤية 94 درجة وفتحة عدسة 2.8. لديها نطاق ISO من 100-3200 للفيديو و100-1600 للصور الثابتة. يمكن لـدي جيه آيه التصوير بمعدلات الإطارات والدقة التالية:
4 كي ألترا أتش دي (4096*2160) 25/24 إطار بالثانية
4 كي ألترا أتش دي (3840*2160) 30/25/24 إطار بالثانية
2.7 كي (2704 × 1520) 24/25/30 إطار بالثانية
فل أتش دي (1920 × 1080) 120/60/50/48/30/25/24 إطار بالثانية
أتش دي (1280*720) 60/50/48/30/25/24 إطار بالثانية

#### عام
يزن مقبض دي جيه آيه أوزمو نفسه 201 جرام، والمقبض 61.8 في 48.2 في 161.5 ملم من حيث الأبعاد. (2.43 في 1.9 في 6.4 بوصة التحكم عبارة عن زر تسجيل وعصا تحكم ومشغل في المقدمة. مفتاح لتشغيل الكاميرا وإيقافها في الجانب الأيمن من المقبض. على الجانب الأيسر، يمكن تركيب حامل على الكاميرا.

#### ميكروفون
الكاميرا مزودة بميكروفون داخلي لتسجيل الصوت، ويوجد أيضاً مدخل 3.5 مم لأستخدام ميكروفونات منفصلة.

### نظام التشغيل
في الإصدارات الحديثة من دي جيه آيه أوزمو على شاشة داخلية، ويمكن استخدام الهاتف الذكي الذي يعمل بنظام Android أو iOS للتحكم باعدادات الكاميرا بشكل أكبر من خلال برنامج دي جيه آيه قو. ومع ذلك، يمكنها أيضًا العمل بشكل مستقل، دون اتصال خارجي.